# Elegia (piralídeos)
Elegia (Crambidae) é um gênero de mariposa pertencente à família Crambidae.